# ゲシン・ジョーンズ (1995年生のサッカー選手)
ゲシン・ウィン・ジョーンズ（英語: Gethin Wynne Jones、1995年10月13日 - ）は、オーストラリアとウェールズのサッカー選手。オーストラリア代表。ポジションはDF。

## クラブ歴
パース生まれで、レクサムFCの下部組織でサッカーを始めた。12歳の時にエヴァートンFCの下部組織に移った。この時にセントラルミッドフィールダーから右サイドバックへとコンバートされた。2014年に単年のプロ契約を締結した。
同年12月11日に行われたUEFAヨーロッパリーグ 2014-15でティアス・ブラウニングに代わって途中出場し、プロ初出場を記録した。2年の契約延長をして2017年迄の契約となった。
2015年3月25日にフットボールリーグ2のプリマス・アーガイルFCに夏迄の期限付き移籍で加入した。4月3日の試合でフル出場し移籍後初出場となった。
2017年1月18日にEFLチャンピオンシップのバーンズリーFCに夏迄の期限付き移籍で加入した。21日の試合でスターティングメンバーに名を連ねて移籍後初出場となった。
しかし結局エヴァートンでは上述のデビュー戦とEFLトロフィーでの1試合の出場に止まった。
2018年1月5日にフットボールリーグ1のフリートウッド・タウンFCに加入した。同月13日にFAカップの再試合で移籍後初出場を記録した。2019年8月19日に双方合意で契約解除し退団した。
翌月13日にフットボールリーグ2のカーライル・ユナイテッドFCに短期契約で加入、2020年1月10日に契約をシーズン末迄延長した。その後は契約延長を拒否して退団した。
2020年8月4日、フットボールリーグ2のボルトン・ワンダラーズFCに1+1年契約で加入した。9月5日にEFLカップで移籍後初出場を記録した。2020年12月5日に行われたリーグ戦でプロになって初めての得点を記録した。2021年5月8日にボルトン・ワンダラーズは彼との契約延長オプションを行使することを発表、再びフットボールリーグ1でプレーすることとなった。さらに5月25日には新たに2年契約を締結した。11月5日にはさらに1年契約を延長した。2023年4月2日のEFLトロフィー決勝では得点をあげて優勝に貢献、前年に亡くなった母親にゴールを捧げた。同年6月28日に契約を1年延長した。
2025年6月12日、ミルトン・キーンズ・ドンズFCに移籍した。

## 代表歴
オーストラリアとウェールズ両方の国籍を有しており、年代別代表ではウェールズを、A代表ではオーストラリアを選択した。
2010年にU-16代表に選出されたのが年代別代表の始まりである。U-16代表から主将を務めた。その後U-17代表に招集された。U-19代表では2012年9月10日に初出場を記録した。2014年9月にU-21代表に初招集され、初出場を記録した。U-21代表に於いても他の年代別代表と同様に主将を任せられた。その後A代表の練習に参加した。
2016年11月にオーストラリア代表からの接触があったが、翌年のインタビューでU-23代表からのオファーであった事を明かした。
2023年12月、AFCアジアカップ2023に臨むオーストラリア代表の招集に応じた。翌年1月6日のバーレーン代表との親善試合で初出場を記録した。

## 私生活
2021年に母親が筋萎縮性側索硬化症と診断された。同年9月23日に所属先のボルトン・ワンダラーズは彼の母親の治療資金を募るチャリティマッチを実施、さらに元ボルトン・ワンダラーズで同病に罹った過去を持つスティーブン・ダービーの財団からも支援を受けた。しかしながら母親は2022年3月2日に逝去した。翌年に彼は母親の死を受けて選手引退を決意しかけたが、ボルトンのファンやスタッフの助けがあって現役を続行することにしたと述べている。